# Mercedes-Benz
Mercedes-Benz ist eine eingetragene Handelsmarke für Kraftfahrzeuge der Mercedes-Benz Group. Der Name entstand 1926 nach dem Zusammenschluss der Daimler-Motoren-Gesellschaft (Marke Mercedes) mit Benz & Cie. zur Daimler-Benz AG. 2022 wurden 2,04 Millionen PKW-Neufahrzeuge der Marke verkauft.

## Begriffsabgrenzungen

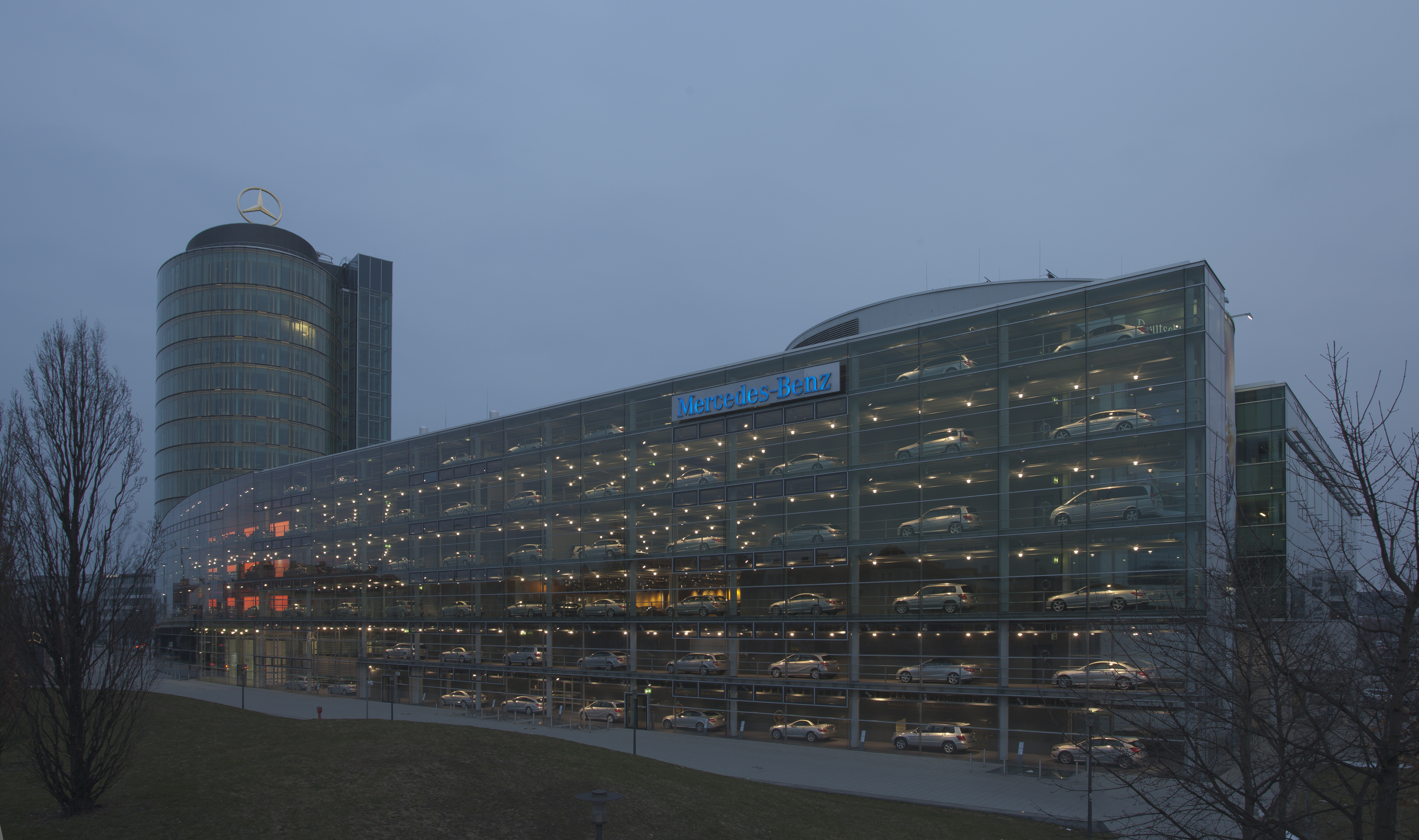
Mercedes-Händler in München

Als der Daimler-Benz-Konzern sich diversifizierte, das heißt die Produktions- und Produktbereiche umstellte, wurde das Kerngeschäft am 29. Juni 1989 in die Mercedes-Benz AG überführt, welche die Personenwagen- und Nutzfahrzeugentwicklung und -produktion übernahm. Nach dem Ende des „Integrierten Technologiekonzerns“ wurden Personenwagen- und Nutzfahrzeuggeschäft am 1. April 1997 voneinander getrennt und in verschiedene Geschäftsbereiche aufgeteilt.
Die Marke Mercedes-Benz ist von dem Geschäftsbereich Mercedes-Benz Cars (MBC) zu unterscheiden, der neben der Pkw-Marke Mercedes-Benz auch die Marke Smart führt. Er wurde am 1. November 2019 gemeinsam mit dem Geschäftsbereich Mercedes-Benz Vans in die neu gegründete Mercedes-Benz AG, eine einhundertprozentige Tochtergesellschaft der Mercedes-Benz Group, ausgegliedert. Die Nutzfahrzeuge der Marke Mercedes-Benz gehören neben dem Geschäftsbereich Mercedes-Benz Vans auch zum Geschäftsbereich Daimler Trucks & Buses, der ebenfalls am 1. November 2019 in die Daimler Truck AG ausgegliedert wurde.
Der Name „Daimler“ wird gelegentlich umgangssprachlich für einen Mercedes-Benz verwendet. Zwar ist es der Mercedes-Benz Group AG vertraglich erlaubt, den Markennamen für Produkte zu nutzen, dennoch gibt es aber gegenwärtig kein Fahrzeug der Mercedes-Benz Group mit diesem Namen. Für die Geschichte der Namensrechte siehe Daimler Motor Company#Namensrechte.

## Fahrzeuge der Marke Mercedes-Benz

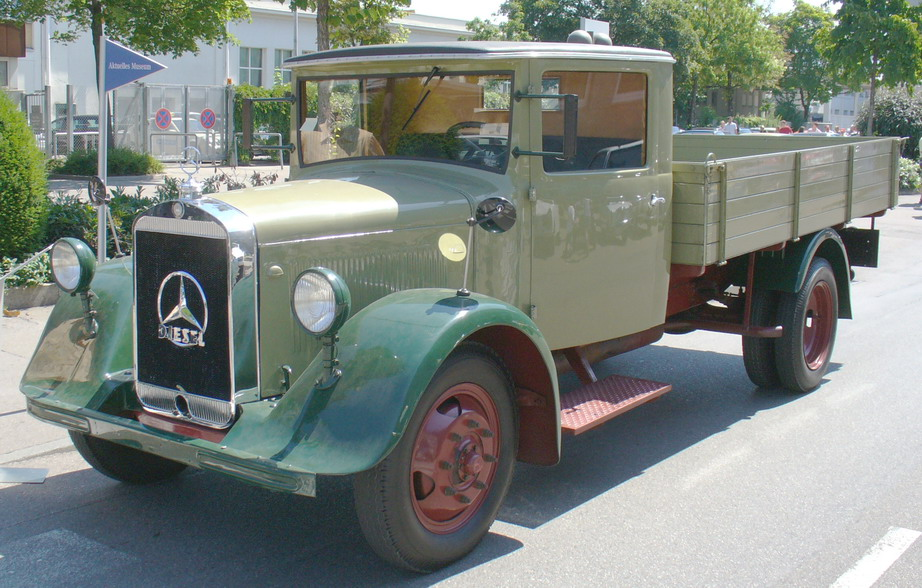
Mercedes-Benz-Lastkraftwagen von 1932

Unter der Marke Mercedes-Benz werden nahezu alle Arten von Kraftfahrzeugen vertrieben:
| Fahrzeugtyp | Geschäftsbereich der Mercedes Benz Group | Artikel                   |
| ----------- | ---------------------------------------- | ------------------------- |
| Pkw         | Mercedes-Benz Cars                       | Mercedes-Benz-Pkw         |
| Vans        | Mercedes-Benz Vans                       | Mercedes-Benz-Pkw         |
| Transporter | Mercedes-Benz Vans                       | Mercedes-Benz-Transporter |

| Fahrzeugtyp   | Geschäftsbereich der Daimler Truck AG | Artikel              |
| ------------- | ------------------------------------- | -------------------- |
| Lkw           | Daimler Trucks                        | Mercedes-Benz-Lkw    |
| Nutzfahrzeuge | Daimler Trucks                        | Mercedes-Benz-Unimog |
| Busse         | Daimler Buses                         | Mercedes-Benz-Bus    |

Des Weiteren werden unter der Marke Mercedes-Benz folgende Fahrzeuge auf Basis der oben genannten Modellgruppen angeboten, die zum Teil auch von Fremdunternehmen gefertigt werden:
| Fahrzeugtyp               | allgemeiner Artikel                                                                                      |
| ------------------------- | --- |
| Freizeit- und Reisemobile | Reisemobil                                                                                               |
| Sonderfahrzeuge           | Einsatzfahrzeuge Sonderschutzfahrzeuge Taxis Rettungswagen Krankentransportwagen spezielle Nutzfahrzeuge |

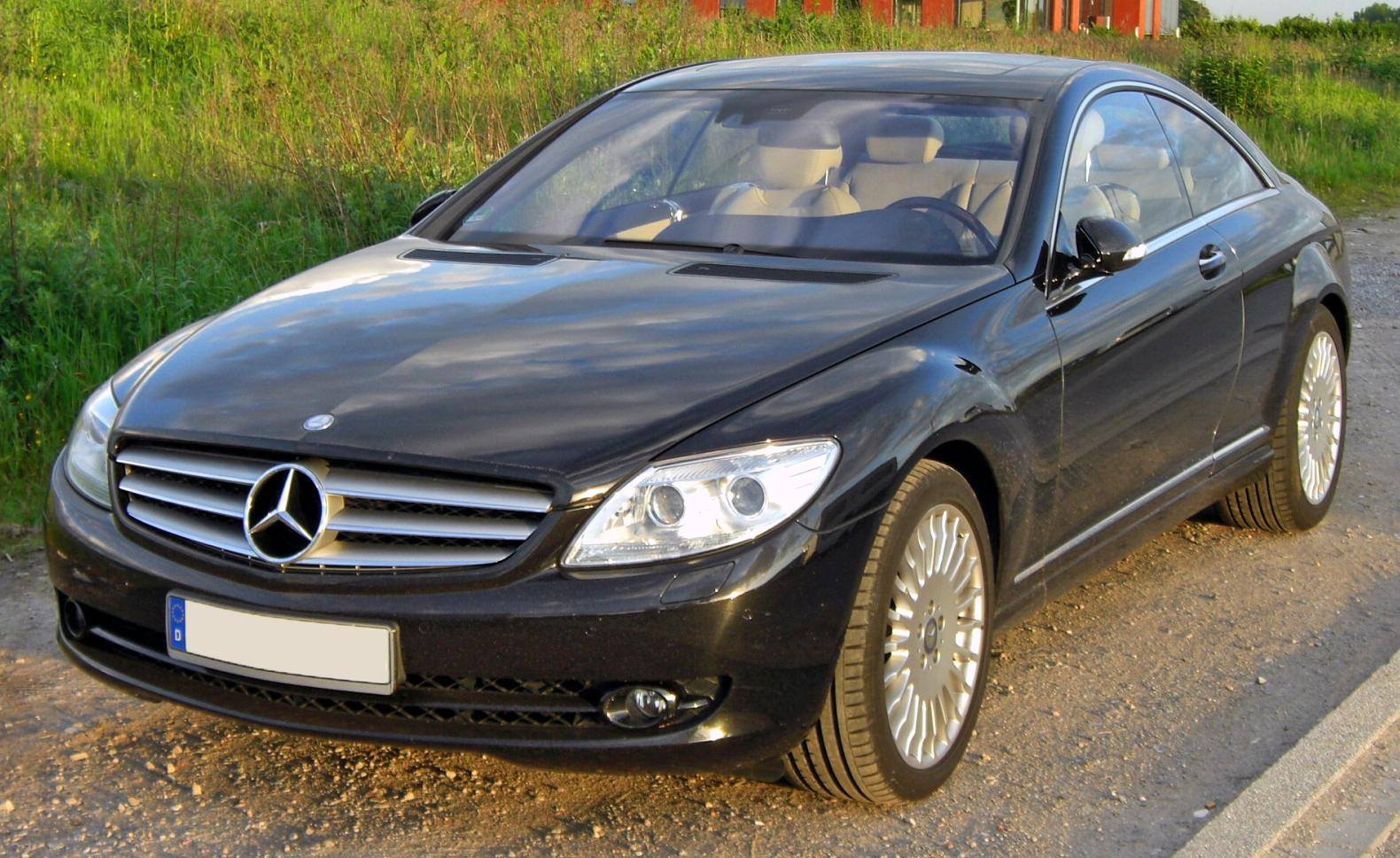
Mercedes-Benz CL-Klasse mit großem Mercedes-Stern, 2009

Darüber hinaus wurden bis 1991 unter dem Namen MB-trac Traktoren produziert.
Die Mercedes-Benz Group produziert mit einer hohen Fertigungstiefe, da sie z. B. Lenk- sowie manuelle und automatische Schaltgetriebe selbst entwickelt und herstellt. Im Motorenbau gibt es eine Vielzahl von Baureihen, die in den verschiedenen Modellgruppen zum Einsatz kommen. So ist es nicht ungewöhnlich, dass der gleiche Motor in PKW, Geländewagen und Transportern eingesetzt wird, siehe Liste der Motoren von Mercedes-Benz.

## Geschichte

### Verkauf von Mercedes-Automobilen seit 1901

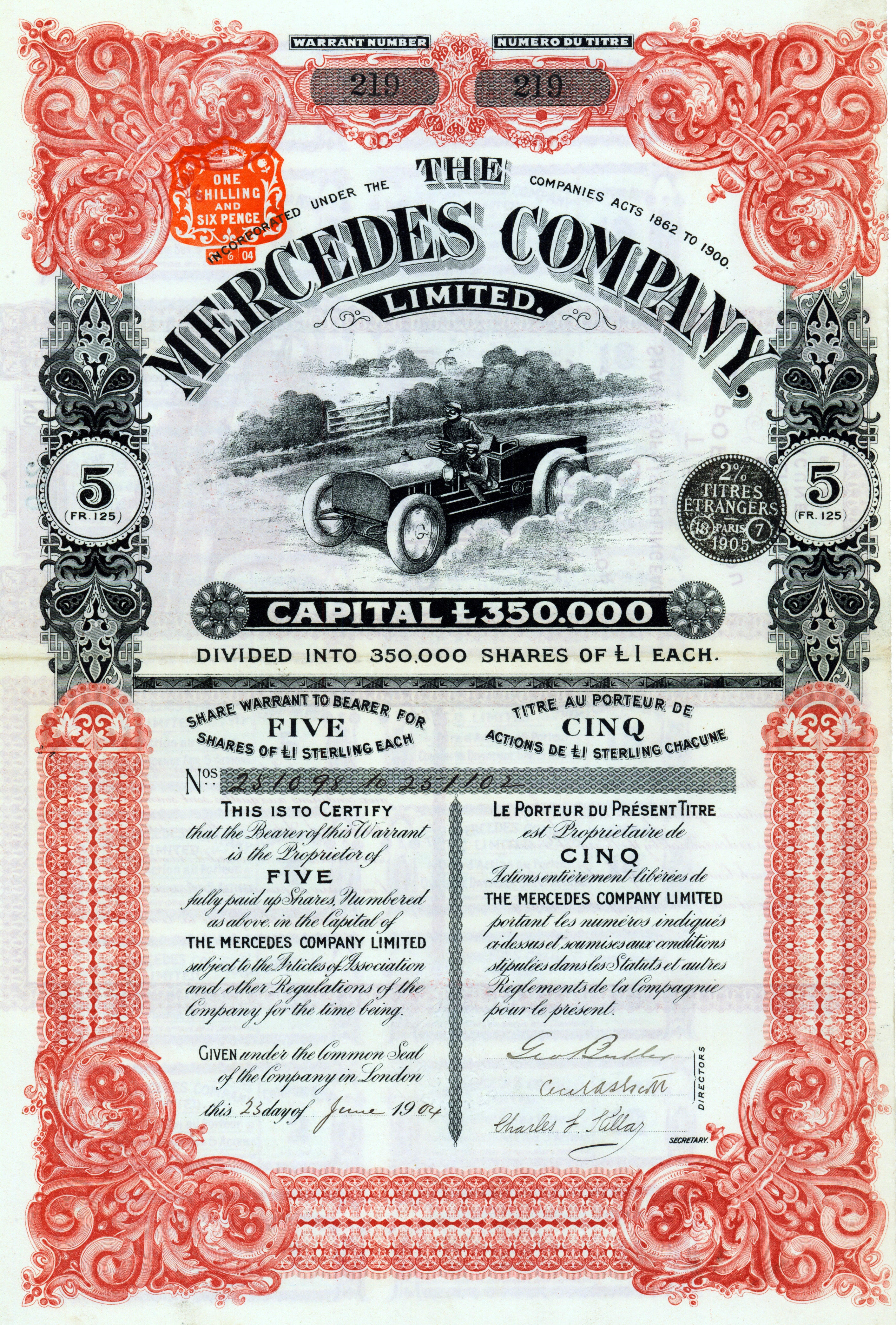
Aktie der Mercedes Company Ltd. vom 23. Juni 1904, einer englischen Verkaufsgesellschaft für Mercedes-Automobile

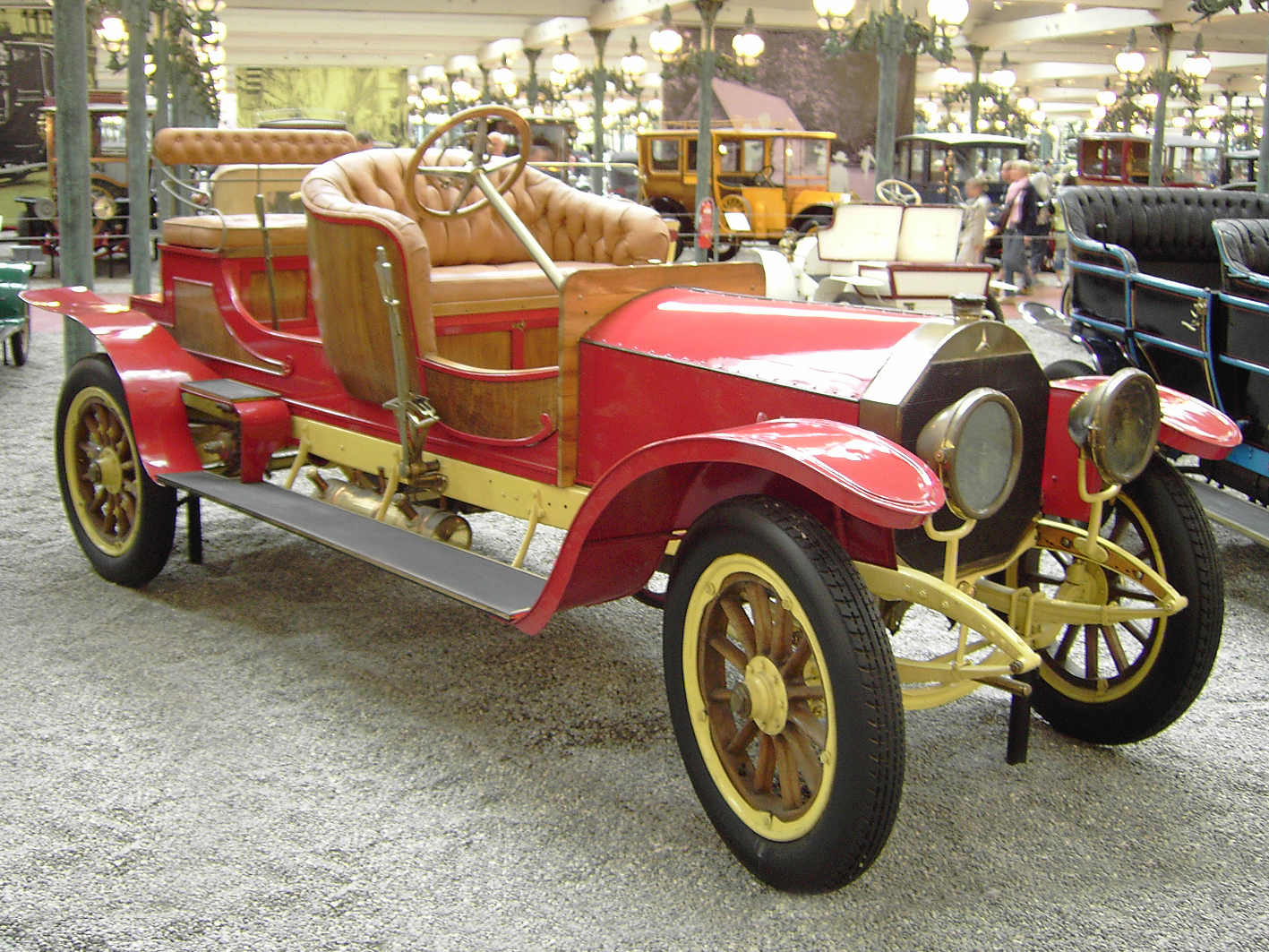
Mercedes Doppel-Phaeton 28 (1905), in der Cité de l’Automobile

Ursprünglich verkaufte die 1890 gegründete Daimler-Motoren-Gesellschaft (DMG) ihre Fahrzeuge nicht unter dem Namen Mercedes. Die Marke entstand erst um die Jahrhundertwende, inspiriert durch den Geschäftsmann Emil Jellinek, der ab 1898 mit Daimler-Fahrzeugen handelte. Ab 1899 nahm Jellinek unter dem Pseudonym Mercedes (angelehnt an den Namen seiner Tochter Mercédès Jellinek) unter anderem an der Rennwoche von Nizza teil. Obwohl „Mercedes“ zu dieser Zeit nur als Fahrername verwendet wurde und noch nicht als Automobilbezeichnung, wurde der Name so in Zusammenhang mit der DMG bekannt. 1900 vereinbarte Jellinek die Fertigung des neuen, leistungsstarken Motorenmodells „Daimler-Mercedes“, wodurch der Name Mercedes erstmals als Produktbezeichnung genutzt wurde. Zur gleichen Zeit wurde er Vertriebspartner für Daimler-Wagen und -Motoren und orderte 36 Fahrzeuge zum Gesamtpreis von 550.001 Mark (nach heutigem Wert etwa 4,64 Millionen Euro), sowie wenige Wochen später weitere 36 Daimler-Wagen mit 8-PS-Motor (6 kW).
Nachdem 1901 mehrere dieser Mercedes-Fahrzeuge (der Name wurde nun auch für die Wagen genutzt) erfolgreich bei der Rennwoche von Nizza fuhren, wuchs der Bekanntheitsgrad von Mercedes enorm; im September 1902 wurde der Name „Mercedes“ für die DMG gesetzlich geschützt. Der Mercedes-Stern wurde 1909 als Warenzeichen eingetragen und wird seit 1910 auch als Kühlersymbol verwendet, in den ersten Jahren noch ohne umschließenden Ring.

### Zusammenschluss zur Daimler-Benz AG

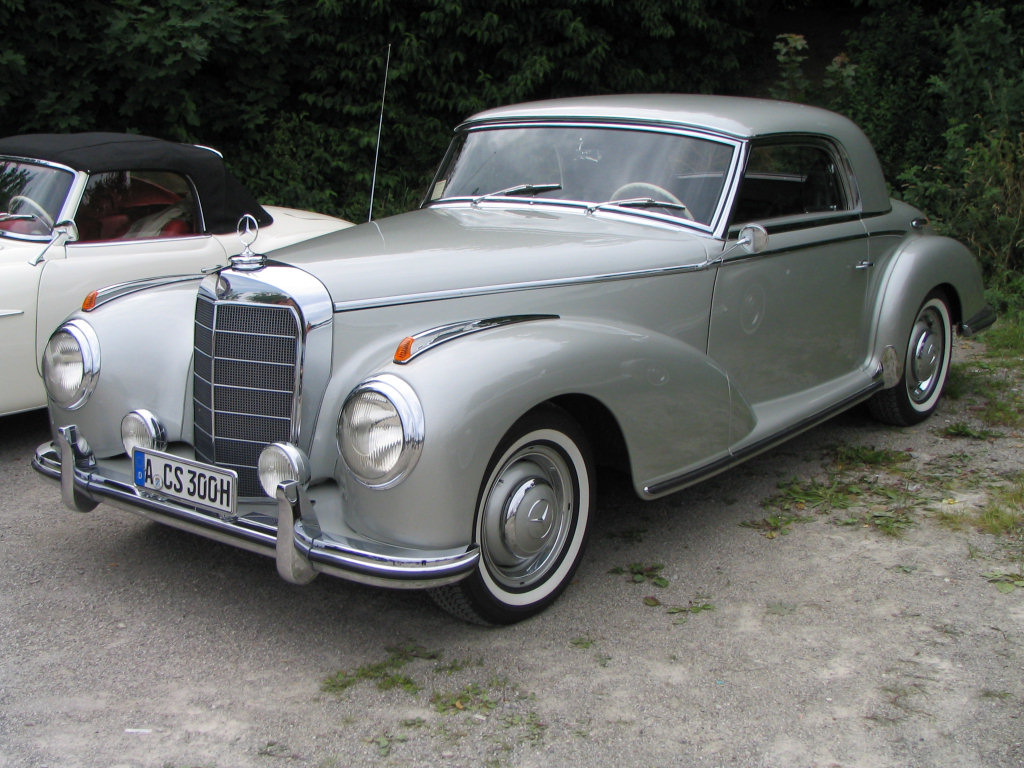
Mercedes-Benz 300 S Coupé
(1951–1958)

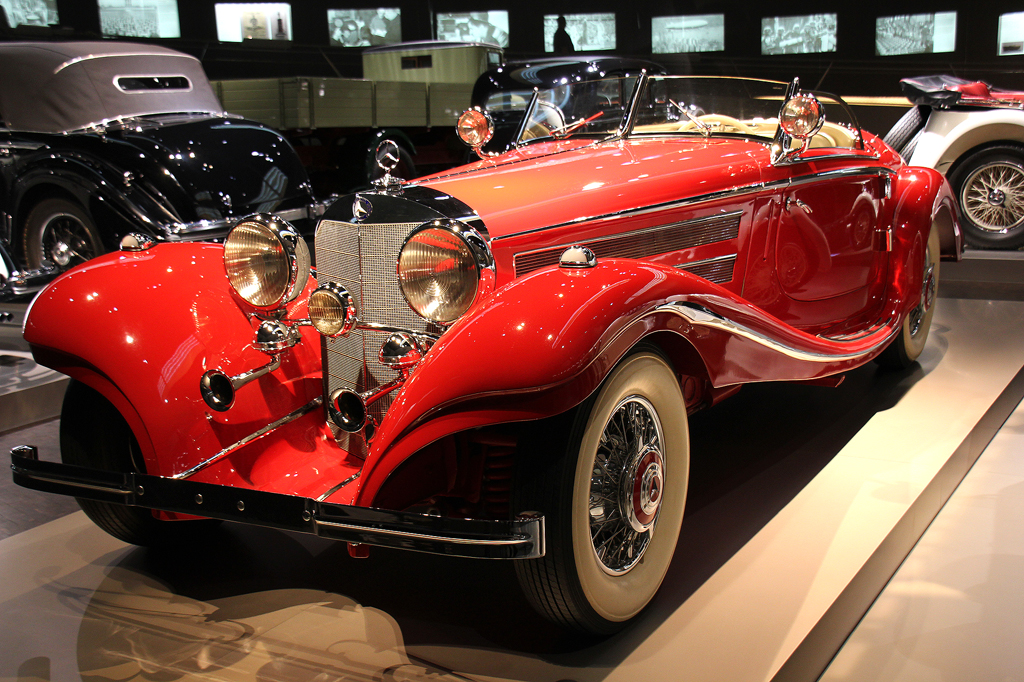
Mercedes-Benz 500 K Special Roadster im Mercedes-Benz-Museum in Stuttgart-Bad Cannstatt

Die Daimler-Motoren-Gesellschaft schloss sich 1926 unter Federführung der Deutschen Bank mit dem Konkurrenten Benz & Cie., deren Motorwagen bereits 1886 unter dem Namen „Benz“ fuhr, zusammen und bildete die Daimler-Benz AG. Daraus ergab sich der neue Markenname Mercedes-Benz, der im gleichen Jahr mit dem Logo Mercedes-Stern geschützt wurde.
In den 1930er Jahren prägten die legendären Silberpfeile im Wettstreit mit Auto Union das Markenbild. Mercedes-Benz fertigte im Pkw-Sektor Modelle der Ober- und Luxusklasse und konnte hier eine Spitzenstellung einnehmen. 1942 wurde die Produktion von Mercedes-Benz-Pkw kriegsbedingt eingestellt. In den Nachkriegsjahren wurde die Fertigung von Pkw erst 1947 wieder aufgenommen. Schnell erreichte man wieder die früheren Stückzahlen. Auch ermöglicht durch weitere Fertigungsstätten im Ausland wurden die Produkte weltweit erfolgreich. Hier kam besonders dem US-Markt besondere Bedeutung zu, der seit Anfang der 1960er Jahre zu Mercedes-Benz’ größtem Auslandsmarkt wurde. Erst Ende der 1980er Jahre bekam Mercedes-Benz in Europa mit BMW und später Audi sowie auf dem US-Markt mit Lexus ernsthafte Konkurrenz. Trotzdem behauptet sich Mercedes-Benz erfolgreich am Weltmarkt und verzeichnete 2012 und 2013 (mit 1.461.680 verkauften Automobilen) jeweils einen Rekordabsatz. Auch Flugmotoren wurden zeitweise unter dem Markennamen Mercedes-Benz produziert.

### Neuzulassungen von Mercedes-Benz-Pkw im Deutschen Reich von 1933 bis 1938
| Jahr | Zulassungszahlen |
| ---- | ---------------- |
| 1933 | 7.844            |
| 1934 | 8.873            |
| 1935 | 11.529           |
| 1936 | 19.816           |
| 1937 | 23.679           |
| 1938 | 20.889           |

### Entwicklung des Logos

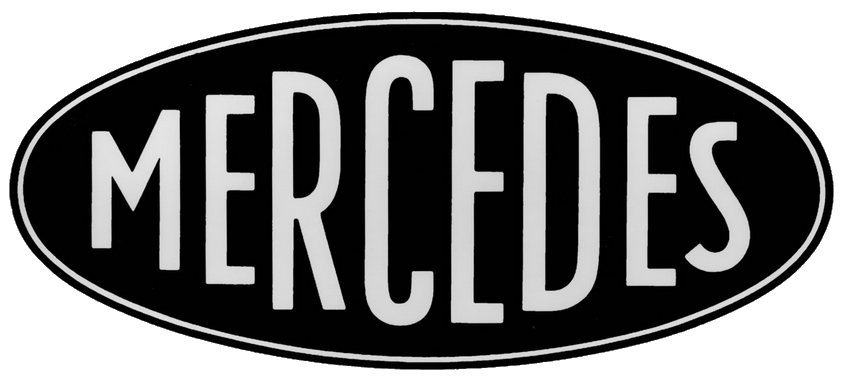
1902
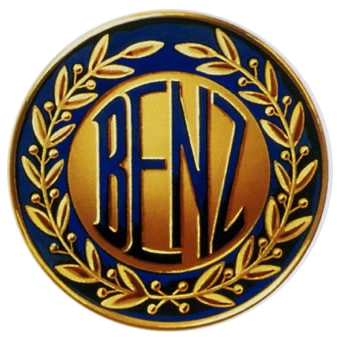
1909
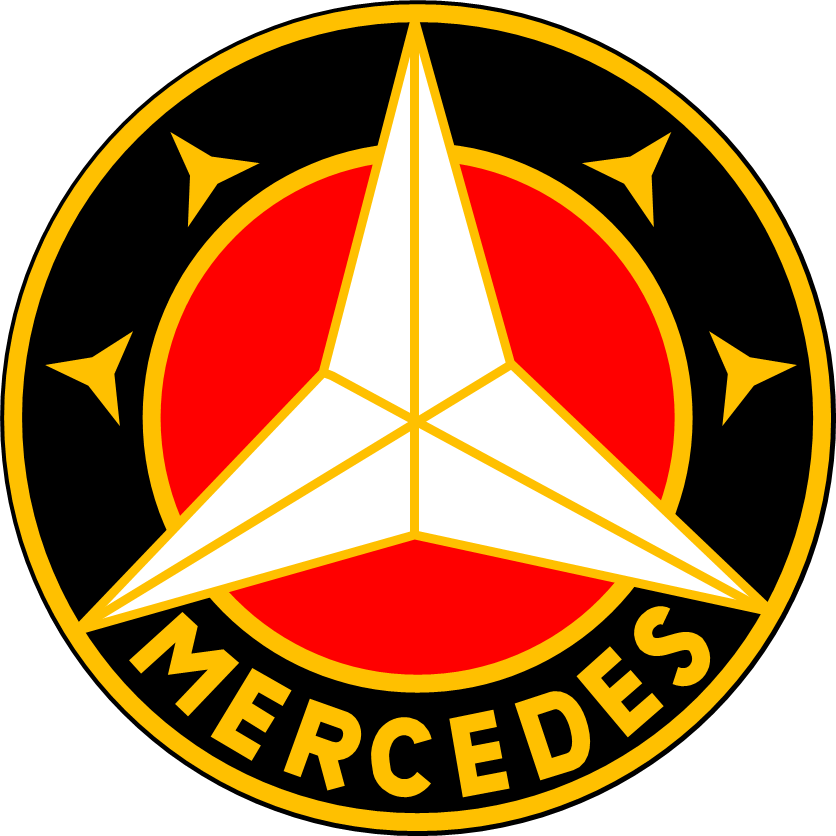
1916
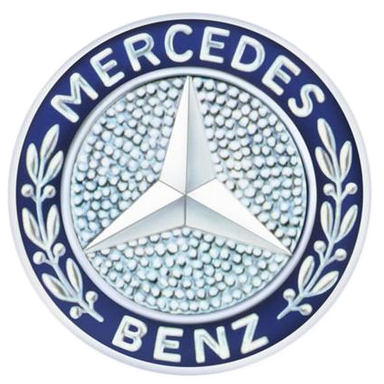
1926
1933
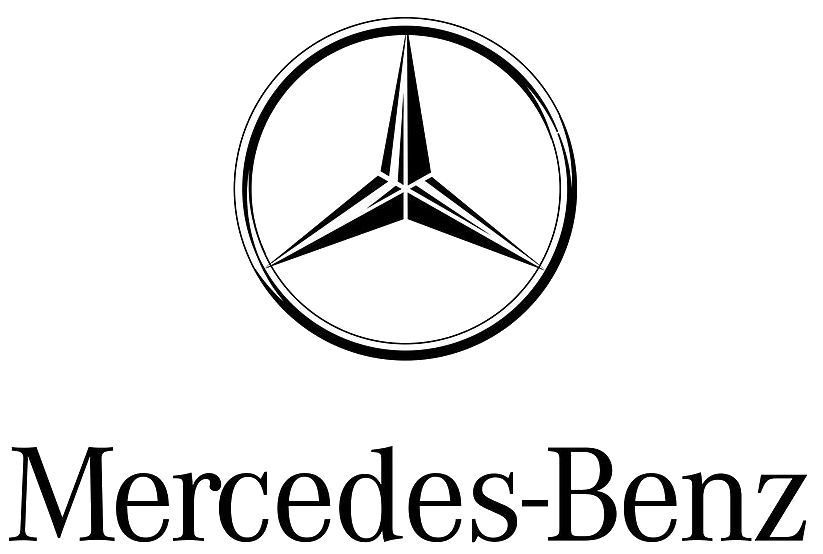
1997
2022

### Vertriebssystem
Mercedes-Benz hat 2024 angekündigt, keine Listenpreise mehr gut sichtbar für seine Neufahrzeuge zu veröffentlichen. 
Seit Mitte 2024 wird im Internet und bei den Händlern nur noch der aktuelle Kaufpreis ausgewiesen. Ein Unternehmenssprecher sagte, Grundlage sei „ein zum jeweiligen Zeitpunkt in ganz Deutschland geltender Preis je Fahrzeugmodell, Kundengruppe, Ausstattung und Zahlungsart mittels zentraler Preisgestaltung.“

## Motorsport
Seit langem ist Mercedes-Benz im Motorsport tätig, darunter auch in der Formel 1. In den 1930er Jahren erzielte Mercedes mit den „Silberpfeilen“ unter Alfred Neubauer große Erfolge. Nach dem Krieg gewann Juan Manuel Fangio 1954 und 1955 die Formel-1-Weltmeisterschaft im Mercedes-Benz W 196.
1955 beendete Daimler-Benz das Engagement im Motorsport zunächst, nachdem es beim 24-Stunden-Rennen von Le Mans zum bis heute schwersten Unfall (84 Tote) in der Automobilrennsportgeschichte kam. Erst 1988 stieg das Unternehmen wieder werksmäßig in den Rennsport ein. In der Formel 1 bildete Mercedes-Benz zusammen mit McLaren ab 1995 das Team McLaren-Mercedes. Die Motoren wurden von Ilmor, respektive dem Mercedes-Tochterunternehmen Mercedes-Benz HighPerformanceEngines hergestellt. In den Jahren 1998 und 1999 wurden Mika Häkkinen und 2008 Lewis Hamilton Formel-1-Weltmeister im McLaren-Mercedes.
Am 16. November 2009 gab die Daimler AG bekannt, dass sie 75,1 % der Teamanteile von Brawn GP übernehme, das im selben Jahr erstmals angetreten war und mit Mercedes-Motoren die Fahrer- und Konstrukteurs-Weltmeisterschaft gewonnen hatte. Der Rennstall tritt seitdem unter dem Namen Mercedes Grand Prix (bis 2011) beziehungsweise Mercedes AMG F1 Team (seit der Saison 2012) als Mercedes-Werksteam unter deutscher Flagge an. Offizieller Sitz des Teams ist die Daimler-Zentrale in Stuttgart. Das Team operierte aber wie sein Vorgänger Brawn GP aus dem englischen Brackley. Im Zuge des Erwerbs von Brawn GP beendete Mercedes-Benz die exklusive Partnerschaft mit der britischen McLaren Group und verkaufte seinen 40-prozentigen Anteil an dieser.
Von 2014 bis 2020 gewann das Team sieben Mal in Folge sowohl die Konstrukteurs- als auch die Fahrerweltmeisterschaft (Lewis Hamilton in den Jahren 2014, 2015 und 2017–2020 sowie Nico Rosberg 2016).
Am Ende der Saison 2018 verließ das Mercedes-Team die DTM nach 18 Jahren.

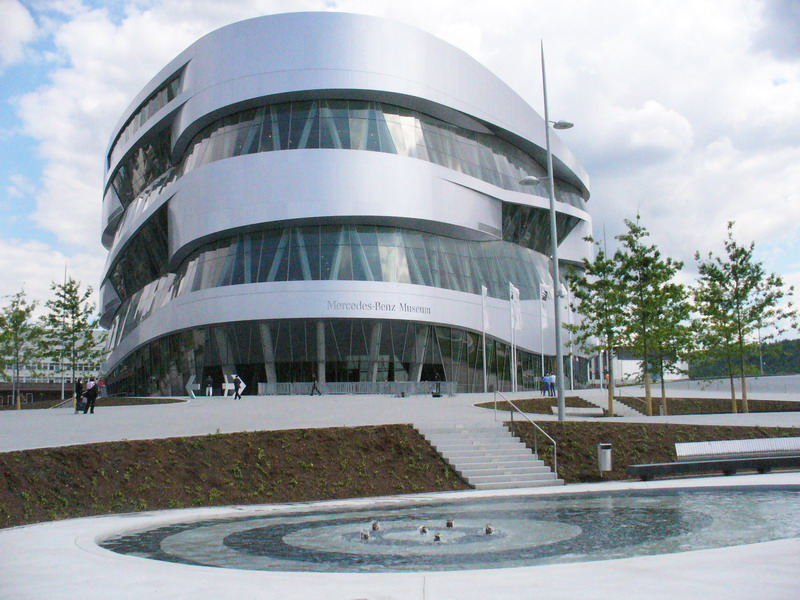
Mercedes-Benz-Museum

## Mercedes-Benz-Museum
Das Mercedes-Benz-Museum in Stuttgart-Bad Cannstatt zeigt historische Fahrzeuge der Marke Mercedes-Benz vom ersten Automobil mit Verbrennungsmotor über die Silberpfeile bis zur Gegenwart. Seit 18. Mai 2006 ist es in einem neuen, modernen Gebäude untergebracht. Gemeinsam mit der Mercedes-Benz-Niederlassung Stuttgart bildet das Museum die Mercedes-Benz Welt.

## Sonstiges

Der Silver Star, eine Achterbahn mit dem Thema Mercedes-Benz

- Wilhelm Friedle, Betriebsdirektor der Daimler-Benz AG im Werk Sindelfingen von 1927 bis 1935, führte bei Mercedes die Fließbandfertigung ein.
- Adolf Hitler ließ sich ab 1931 im Typ 770 fahren, von dem er zwei Exemplare zum Vorzugspreis erhielt. Der zweite Typ 770 (Kennzeichen IIA 19357) wurde mit den Anzeigenkosten im NSDAP-Parteiorgan Völkischer Beobachter verrechnet.[18]
- Die Sängerin Janis Joplin und der Poet und Dramaturg Michael McClure schrieben 1970 ein Lied mit dem Titel Mercedes Benz.
- 2002 wurde der Silver Star im Europa-Park in Rust eröffnet: eine Achterbahn, die „Mercedes-Benz“ als Sponsor zum Thema hat.
- Mercedes-Benz Veteranen Club von Deutschland
- Seit Februar 2007 kann man die Mercedes C-Klasse in der 3D-Welt Second Life virtuell Probe fahren.
- In Bad Aussee (Österreich) gibt es eine Fußgängerbrücke in Form eines Mercedes-Sterns.

## Sponsoring

### Sportteams
- Ab 1972 war Mercedes-Benz Partner und ab 1990 Generalsponsor des Deutschen Fußball-Bunds und dabei Hauptsponsor der deutschen Fußballnationalmannschaft.[19] 2019 wurde der Hersteller von Volkswagen abgelöst.[20]
- Seit 2007 ist Mercedes-Benz Exklusiv-Partner des Fußball-Bundesligisten VfB Stuttgart.[21]

### Sportstätten
Mehrere Sport- und Eventstätten tragen oder trugen den Namen der Marke. Zwei davon werden von der Anschutz Entertainment Group (AEG) betrieben.
- Am 30. Juli 2008 wurde das Gottlieb-Daimler-Stadion im Stuttgarter Neckarpark, an dem die Daimler AG die Namensrechte von 1993 bis 2023 bis zur Umbenennung zur MHPArena[22] hielt,[23] in Mercedes-Benz Arena umbenannt.[24]
- Seit 2011 heißt das 2010 fertiggestellte Shanghai World Expo Cultural Center in Shanghai, China ebenfalls Mercedes-Benz Arena.[25]
- Im Oktober 2011 wurde bekannt gegeben, dass der 1975 errichtete und 2005 nach dem Hurrikan Katrina renovierte Louisiana Superdome in New Orleans, USA bis 2021 den Namen Mercedes-Benz Superdome tragen wird.[26]
- 2015 wurde die von der AEG betriebene ehemalige O2 World Berlin in Mercedes-Benz Arena umbenannt.[27] Im März 2024 erfolgte die Umbenennung zur Uber Arena, nach dem der Fahrdienstvermittler Uber im Januar 2024 die Namensrechte akquirierte.[28]
- Das am 26. August 2017 eröffnete, neugebaute Stadion in Atlanta, USA trägt den Namen Mercedes-Benz Stadium.[29]

### Sportveranstaltungen
- Beim ATP-Turnier in Stuttgart ist Mercedes-Benz seit 1979 Namenssponsor, welches seitdem MercedesCup heißt.[30]
- Seit 1991 ist Mercedes-Benz Namenssponsor des Mercedes-Benz Junior Cup.[31]

### Werbebotschafter
- Seit 2010 warb Franz Beckenbauer als Testimonial für Mercedes-Benz.[32]
- 2012 wurde bekannt, dass Mercedes-Benz Testimonial-Verträge mit den beiden Nationalspielern Mario Götze und Benedikt Höwedes abgeschlossen hat.[33]
- Bundestrainer Joachim Löw und Teammanager Oliver Bierhoff der deutschen Fußballnationalmannschaft hatten ebenfalls Testimonial-Verträge mit Mercedes-Benz.[34]
- 2013 warben u. a. Willem Dafoe, Usher und Kate Upton für Mercedes-Benz.[35]

## Kritik
In einem Ranking von Greenpeace von 2023 werden 30 Top-Automarken in Europa hinsichtlich des Umgangs mit Ressourcen verglichen. Vor dem Hintergrund der Klima- und Artenkrise werden die Produkte der Autohersteller hinsichtlich
- Energieeffizienz
- Rohstoffeffizienz
- Flächeneffizienz

untersucht.
Mercedes Benz erreichte in den Einzelkategorien zweimal Platz 26 und einmal Platz 27. In der Gesamtwertung wurde der viertletzte Platz erreicht.